# 普瓦萨
普瓦萨（法語：Poisat，法語發音：[pwaza]）是法国伊泽尔省的一个市镇，位于该省中部，省会格勒诺布尔市区东南，属于格勒诺布尔区。

## 地理
普瓦萨（45°9'29"N, 5°45'43"E）面积2.56 平方千米，位于法国奥弗涅-罗讷-阿尔卑斯大区伊泽尔省，该省份为法国东南部内陆省份，北起顺时针与安省、萨瓦省、上阿尔卑斯省、德龙省、阿尔代什省、卢瓦尔省和罗讷省。
与普瓦萨接壤的市镇（或旧市镇、城区）包括：圣马丁代尔、布列和昂戈讷、埃邦、埃尔贝。

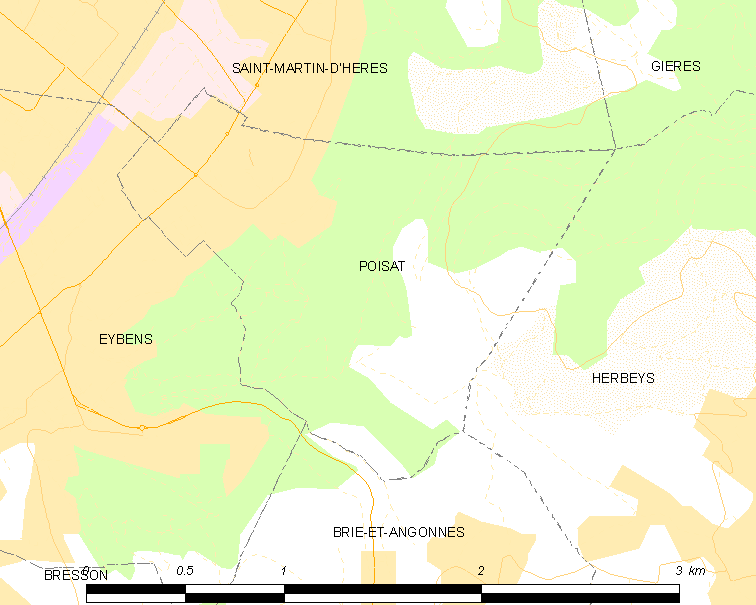
普瓦萨的OSM定位图

普瓦萨的时区为UTC+01:00、UTC+02:00（夏令时）。

## 行政
普瓦萨的邮政编码为38320，INSEE市镇编码为38309。

## 政治
普瓦萨所属的省级选区为圣马丹代尔县。

## 人口

1962-2008年间普瓦萨人口变化图示

普瓦萨于2022年1月1日时的人口数量为2120人。